# Ярмарка в Скарборо
Ярмарка в Скарборо (англ. «Scarborough Fair») —  английская средневековая ежегодная 
ярмарка в приморском городе Скарборо (графство Северный Йоркшир, Англия).
Не следует путать с англ. «Scarboro Fair» — ежегодной ярмаркой в Скарборо (Онтарио, Канада), проходившей со второй половины XIX по начало XX века.
Во времена позднего средневековья приморский город Скарборо был важным местом для торговцев со всей Англии.
Этот город был местом проведения ежегодного 45-дневного торгового мероприятия, начинавшегося 15 августа. Это был исключительно долгий срок для ярмарки в те времена. Купцы приезжали в город из всех областей Англии, Норвегии, Дании, стран Балтии и даже Византийской империи.
Ярмарка в Скарборо возникла по грамоте, дарованной королём Англии Генрихом III 22 января 1253 года. Грамота давала Скарборо много привилегий и гласила, что «Жителям города Скарборо и их потомкам сим навсегда дарую право проводить ежегодную ярмарку от праздника Успения Пресвятой Богородицы и до праздника Святого Михаила». (Современные даты католических праздников: 15 августа и 29 сентября.)
Естественно, что такое большое событие привлекало не только торговцев: их необходимо было развлекать и кормить, поэтому на ярмарку стекались большие толпы покупателей, продавцов, праздных зевак и искателей удовольствий.
Цены определялись по принципу спроса и предложения; товары также часто обменивались и по бартеру.
Исторические записи показывают, что с 1383 года Скарборо начинает приходить в упадок. В начале XVII века конкуренция с рынками и ярмарками других городов, а также повышение налогов приводит к дальнейшему затуханию ярмарки, пока она в конечном итоге не стала финансово несостоятельным предприятием.
Рынок был возрожден вновь в XVIII веке, но из-за интенсивной конкуренции Ярмарка в Скарборо окончательно закрылась в 1788 году. Традиционная «Ярмарка в Скарборо» больше не существует, но несколько скромных мероприятий проводятся ежегодно в сентябре в честь старой средневековой традиции.
В июле 2006 года в рамках Ярмарки в Скарборо, кроме обычных достопримечательностей, проводились средневековые рыцарские состязания при поддержке организации English Heritage.

## Ярмарка Скарборо в современной культуре

### Видеоигры
- В игре Bayonetta набор оружия, состоящий из четырех пистолетов, называется «Ярмарка в Скарборо». Каждый пистолет носит название трав из рефрена к балладе - "петрушка, шалфей, розмарин и тимьян".

- В экшен-RPG игре Genshin Impact у ворот города Монштадта можно встретить трёх NPC, имена которых отсылаются на строчки рефрена баллады: Розмарин, Петрушка и Шалфей. Четвёртым персонажем (тимьян), возможно, является Тимми.